# Erko Saviauk
Erko Saviauk, né le 20 octobre 1977 à Viljandi en Estonie, est un footballeur international estonien, devenu entraîneur à l'issue de sa carrière, qui évolue au poste de défenseur.

## Biographie

### Carrière de joueur
Erko Saviauk dispute 6 matchs en Ligue des champions, 8 matchs en Coupe de l'UEFA, pour un but inscrit, et 2 matchs en Coupe Intertoto.

### Carrière internationale
Erko Saviauk compte 60 sélections et 1 but avec l'équipe d'Estonie entre 1997 et 2005. 
Il est convoqué pour la première fois par le sélectionneur national Teitur Thórdarson pour un match de la Coupe baltique 1997 contre la Lituanie le 9 juillet 1997 (défaite 2-1). 
Par la suite, le 6 mars 1999, il inscrit son seul but en sélection contre l'Azerbaïdjan, lors d'un match amical (2-2). Il reçoit sa dernière sélection le 12 novembre 2005 contre la Finlande (2-2).
Il joue 6 matchs comptant pour les tours préliminaires du mondial 2002.

## Palmarès
- Avec le Flora Tallinn
  - Champion d'Estonie en 1998, 2001, 2002 et 2003
  - Vainqueur de la Supercoupe d'Estonie en 2002, 2003 et 2004

- Avec le TVMK Tallinn
  - Champion d'Estonie en 2005
  - Vainqueur de la Coupe d'Estonie en 2006
  - Vainqueur de la Supercoupe d'Estonie en 2005 et 2006